# Amazon Lumberyard
Amazon Lumberyard ist eine von Amazon entwickelte Cross-Plattform-Game-Engine, die auf der CryEngine (ursprünglich 2002 veröffentlicht) basiert und 2015 von Crytek lizenziert wurde.
Die Engine zeichnet sich durch die Integration mit Amazon Web Services aus, so dass Entwickler ihre Spiele auf den Servern von Amazon erstellen oder hosten können, sowie durch die Unterstützung von Livestreaming über Twitch.
Darüber hinaus enthält die Engine Twitch ChatPlay, mit dem die Zuschauer des Twitch-Streams das Spiel über den zugehörigen Chat beeinflussen können, eine Spielmethode, die durch das Phänomen Twitch Plays Pokémon inspiriert wurde.
Der Quellcode ist für Endbenutzer mit Einschränkungen verfügbar: Benutzer dürfen den Lumberyard-Engine-Quellcode nicht öffentlich freigeben oder ihn zur Veröffentlichung ihrer eigenen Spielengine verwenden.
Lumberyard startete am 9. Februar 2016 zusammen mit GameLift, einem gebührenpflichtigen Managed Service für die Bereitstellung und das Hosting von Multiplayer-Spielen, der Entwicklern die einfache Entwicklung von Spielen ermöglichen soll, die "große und lebendige Fangemeinden" anziehen.
Ab März 2018 befindet sich die Software derzeit im Beta-Status und kann zum Erstellen von Spielen für Microsoft Windows, PlayStation 4, Xbox One verwendet werden, wobei die Unterstützung für iOS und Android begrenzt war und die Unterstützung von Linux und Mac für zukünftige Versionen geplant war. Die Integration von virtueller Realität wurde in Beta 1.3 hinzugefügt, so dass Entwickler Spiele entwickeln können, die Geräte wie Oculus Rift und HTC Vive unterstützen.
Obwohl die Engine auf der Architektur der CryEngine von Crytek basiert, wurde sie so entwickelt, dass sie viele ihrer eigenen kundenspezifisch entwickelten Systeme verwendet, von denen sich einige in einem Vorschaumodus befinden. Einige dieser Systeme gehören dazu: Das Component Entity System, Fur Shader, Modular Gems (mit dem Entwickler entweder ihre eigenen Assets erstellen oder vorhandene Assets zu ihren Spielen hinzufügen können), Script Canvas und viele andere. Lumberyard unterstützte auch die verbreitete Audiolösnug Audiokinetic Wwise, bestimmte mobile Geräte, wie z. B. A8-betriebene iOS-Geräte und Nvidia Shield, bot einen FBX-Importer und die Integration mit der Texturierungssoftware Substance.
Am 16. August 2017 wurde der Quellcode der Engine unter einer source-available Vereinbarung auf GitHub veröffentlicht. Er stand bis 7. Juli 2021 unter einer proprietären Lizenz.
Am 7. Juli 2021 wurde bekanntgegeben, dass die Engine zukünftig unter dem Namen Open 3D Engine (O3DE) unter dem Dach der neue gegründeten Open 3D Foundation weiterentwickelt wird. Darüber hinaus steht der Quellcode ab sofort unter der Apache 2.0 Lizenz.

## Spiele, die Amazon Lumberyard nutzen
| Datum der Veröffentlichung | Titel               | Genre                                     | Plattform                                      | Entwickler                                              | Publisher             |
| -------------------------- | ------------------- | ----------------------------------------- | ---------------------------------------------- | ------------------------------------------------------- | --------------------- |
| 2013 (Alpha)               | Star Citizen        | MMO, Weltraum-Flugsimulation, Ego-Shooter | Windows                                        | Cloud Imperium Games, Foundry 42, Behaviour Interactive | Cloud Imperium Games  |
| 14. Dezember 2017          | The DRG Initiative  | Third-Person-Shooter                      | Windows                                        | Slingshot Cartel, Third Kind Games                      | Slingshot Cartel      |
| 25. Oktober 2018           | Coffence            | Fighting Game                             | Windows                                        | Sweet Bandits Studios                                   | Sweet Bandits Studios |
| 15. Januar 2019            | The Grand Tour Game | Rennspiel                                 | PlayStation 4, Xbox One                        | Amazon Game Studios                                     | Amazon Game Studios   |
| 28. September 2021         | New World           | MMO                                       | Windows                                        | Amazon Game Studios                                     | Amazon Game Studios   |
| TBA                        | Deadhaus Sonata     | Action-Rollenspiel                        | Android, iOS, Windows, PlayStation 4, Xbox One | Apocalypse Studios                                      | Apocalypse Studios    |
| Abgebrochen                | Breakaway           | MOBA                                      | Windows                                        | Amazon Game Studios                                     | Amazon Game Studios   |
| Abgebrochen                | Crucible            | Third-Person-Shooter                      | Windows                                        | Relentless Studios                                      | Amazon Game Studios   |